# Nicolás Solar Lozier
Nicolás Solar Lozier (auch N. Lozier; * 5. Mai 1982 in Berlin) ist ein deutscher Filmschauspieler.

## Wirken
Nicolás Solar Lozier tritt seit 1995 in deutschen Fernsehfilmen  und Fernsehserien auf. Einem breiteren Publikum wurde er bekannt durch sein Mitwirken in der RTL-Seifenoper Verschollen. Neben seiner schauspielerischen Tätigkeit wirkt er auch gelegentlich als Regisseur und Filmproduzent.
Nicolás Solar Lozier ist seit 2016 Mitbetreiber eines alternativen Streaming-Dienstes für Independent-Filme. Er lebt in Berlin.

## Filmografie (Auswahl)
- 1998: Unser Charly (Fernsehserie, 1 Folge)
- 1999: Der letzte Sommer (Fernsehfilm)
- 1999: Verbotenes Verlangen – Ich liebe meinen Schüler (Fernsehfilm)
- 2002: Und die Braut wusste von nichts (Fernsehfilm)
- 2003: Geerbtes Glück (Fernsehfilm)
- 2004: Alphateam – Die Lebensretter im OP (Fernsehserie, 1 Folge)
- 2004–2005: Verschollen (Fernsehserie, 29 Folgen)
- 2006: Fabulae amoris
- 2006: Herr und Knecht (Kurzfilm)
- 2006: En Passant (Kurzfilm)
- 2006: Schmetterlinge im Bauch (Fernsehserie)
- 2007: Das zweite Leben (Fernsehfilm)
- 2007: Das Feuerschiff (Fernsehfilm)
- 2007: Die Gustloff (Fernseh-Zweiteiler)
- 2007: Alarm für Cobra 11 – Die Autobahnpolizei (Fernsehserie, 1 Folge)
- 2008: Der Kapitän: Packeis (Fernsehserie)
- 2009: Manche mögen’s glücklich (Fernsehfilm)
- 2012: Das Blaue vom Himmel (Kurzfilm)